# Нонвајлер
Нонвајлер (њем. Nonnweiler) општина је у њемачкој савезној држави Сарланд. Једно је од 8 општинских средишта округа Санкт Вендел. Према процјени из 2010. у општини је живјело 9.081 становника. Посједује регионалну шифру (AGS) 10046115.

## Географски и демографски подаци
Нонвајлер се налази у савезној држави Сарланд у округу Санкт Вендел. Општина се налази на надморској висини од 414 метара. Површина општине износи 66,7 km². У самом мјесту је, према процјени из 2010. године, живјело 9.081 становника. Просјечна густина становништва износи 136 становника/km².